# Clayton Keller
Pour les articles homonymes, voir Keller.
Clayton Keller (né le 29 juillet 1998 à Chesterfield dans l'État du Missouri aux États-Unis) est un joueur professionnel américain de hockey sur glace. Il évolue au poste d'ailier gauche.

## Biographie
Il est choisi au premier tour, 7e rang au total, par les Coyotes de l'Arizona lors du repêchage d'entrée dans la LNH 2016 après avoir joué dans le programme national de développement américain. Il part jouer avec les Terriers de l'Université de Boston durant la saison 2016-2017. Après avoir complété sa première saison universitaire, il accepte un contrat de trois ans avec les Coyotes le 26 mars 2017 et commence sa carrière professionnelle avec cette équipe vers la fin de la saison.
Le 4 octobre 2024, il devient le 1er capitaine du Club de hockey de l'Utah.

## Statistiques

### En club
| Saison     | Équipe                           | Ligue       |     | Saison régulière | Saison régulière | Saison régulière | Saison régulière | Saison régulière |   | Séries éliminatoires | Séries éliminatoires | Séries éliminatoires | Séries éliminatoires | Séries éliminatoires |
| Saison     | Équipe                           | Ligue       | PJ  | B                | A                | Pts              | Pun              | PJ               | B | A                    | Pts                  | Pun                  |                      |                      |
| 2014-2015  | US National Development Team U18 | USHL        | 8   | 6                | 7                | 13               | 0                | -                | - | -                    | -                    | -                    |                      |                      |
| 2014-2015  | US National Development Team U17 | USHL        | 24  | 8                | 16               | 24               | 10               | -                | - | -                    | -                    | -                    |                      |                      |
| 2015-2016  | US National Development Team U18 | USHL        | 23  | 13               | 24               | 37               | 14               | -                | - | -                    | -                    | -                    |                      |                      |
| 2016-2017  | Université de Boston             | Hockey East | 31  | 21               | 24               | 45               | 26               | -                | - | -                    | -                    | -                    |                      |                      |
| 2016-2017  | Coyotes de l'Arizona             | LNH         | 3   | 0                | 2                | 2                | 0                | -                | - | -                    | -                    | -                    |                      |                      |
| 2017-2018  | Coyotes de l'Arizona             | LNH         | 82  | 23               | 42               | 65               | 24               | -                | - | -                    | -                    | -                    |                      |                      |
| 2018-2019  | Coyotes de l'Arizona             | LNH         | 82  | 14               | 33               | 47               | 24               | -                | - | -                    | -                    | -                    |                      |                      |
| 2019-2020  | Coyotes de l'Arizona             | LNH         | 70  | 17               | 27               | 44               | 28               | 9                | 4 | 3                    | 7                    | 0                    |                      |                      |
| 2020-2021  | Coyotes de l'Arizona             | LNH         | 56  | 14               | 21               | 35               | 18               | -                | - | -                    | -                    | -                    |                      |                      |
| 2021-2022  | Coyotes de l'Arizona             | LNH         | 67  | 28               | 35               | 63               | 28               | -                | - | -                    | -                    | -                    |                      |                      |
| 2022-2023  | Coyotes de l'Arizona             | LNH         | 82  | 37               | 49               | 86               | 49               | -                | - | -                    | -                    | -                    |                      |                      |
| 2023-2024  | Coyotes de l’Arizona             | LNH         | 78  | 33               | 43               | 76               | 32               | -                | - | -                    | -                    | -                    |                      |                      |
| 2024-2025  | Club de hockey de l'Utah         | LNH         | 81  | 30               | 60               | 90               | 28               | -                | - | -                    | -                    | -                    |                      |                      |
| Totaux LNH | Totaux LNH                       | Totaux LNH  | 601 | 196              | 312              | 508              | 231              | 9                | 4 | 3                    | 7                    | 0                    |                      |                      |

### En équipe nationale
| Année | Compétition                  |    | PJ | B  | A  | Pts | Pun                |  | Résultat |
| 2014  | Défi mondial -17 ans         | 6  | 6  | 7  | 13 | 4   | Médaille d'argent  |  |          |
| 2015  | Championnat du monde -18 ans | 7  | 4  | 5  | 9  | 0   | Médaille d'or      |  |          |
| 2016  | Championnat du monde -18 ans | 7  | 4  | 10 | 14 | 2   | Médaille de bronze |  |          |
| 2017  | Championnat du monde junior  | 7  | 3  | 8  | 11 | 2   | Médaille d'or      |  |          |
| 2017  | Championnat du monde         | 8  | 5  | 2  | 7  | 2   | 5e place           |  |          |
| 2019  | Championnat du monde         | 8  | 2  | 2  | 4  | 0   | 7e place           |  |          |
| 2025  | Championnat du monde         | 10 | 3  | 7  | 10 | 2   | Médaille d'or      |  |          |

## Trophées et honneurs personnels

### Hockey East
- 2016-2017 :
  - nommé dans l'équipe des recrues de Hockey East
  - nommé dans la deuxième équipe d'étoiles de Hockey East
  - nommé recrue de l'année dans Hockey East

### Ligue nationale de hockey
- 2017-2018 : sélectionné dans l'équipe d'étoiles des recrues
- 2018-2019 : participe au 64e Match des étoiles (1)
- 2021-2022 : participe au 66e Match des étoiles (2)
- 2022-2023 : participe au 67e Match des étoiles (3)
- 2023-2024 : participe au 68e Match des étoiles (4)